# Blepyrus fabius
Blepyrus fabius är en stekelart som beskrevs av John S. Noyes 2000. Blepyrus fabius ingår i släktet Blepyrus och familjen sköldlussteklar.
Artens utbredningsområde är Costa Rica. Inga underarter finns listade.